# Chiesa di Santa Maria di Portosalvo (Torre del Greco)
La chiesa di Santa Maria di Portosalvo è una chiesa di Torre del Greco, sede della parrocchia della zona porto, in largo Portosalvo, 10.

## Storia
L'edificio fu costruito sullo sperone lavico detto "scarpetta" formatosi in seguito all'eruzione del Vesuvio del 1794 per volere di Antonio Lavagna, un ricco commerciante napoletano proprietario di un palazzo nelle immediate vicinanze. La chiesa fu consacrata il 28 ottobre 1801 e dedicata a Santa Maria di Portosalvo, protettrice dei marinai e dei pescatori. Nel 1944 fu eretta sede della parrocchia del porto dal cardinale Alessio Ascalesi.

## Descrizione
L'edificio è composto da un'unica navata sormontata da una cupola circolare, colorata esternamente di rosso. In origine l'interno  era semplicemente intonacato di bianco e solo intorno al 1894 fu dipinto dal pittore di Torre del Greco Antonio Ascione: nell'interno della cupola fu realizzato un motivo geometrico di finti marmi policromi mentre nei pennacchi, sul soffitto e ai lati delle finestre furono raffigurati i quattro evangelisti, santi, angeli e profeti.
Sopra l'altare si trova un quadro a olio di Domenico Lettieri datato 1700 raffigurante la Madonna di Portosalvo con Bambino circondata da angeli e nuvole, mentre sullo sfondo si vedono il Vesuvio in eruzione e alcune navi. Sulle pareti laterali si trovano alcune tele di fine Settecento raffiguranti l'Annunciazione, la Visitazione, San Raffaele, San Gennaro e gli episodi della Vocazione di San Pietro e della Pesca miracolosa. Nella chiesa sono inoltre conservate le copie di diversi ex voto, i cui originali situati in origine nella Chiesa del Carmine di Torre del Greco sono ora conservati nel museo navale di Venezia.